# Comunicação de massa
Comunicação de massa é entendida como a disseminação de informações por meio de jornais, revistas, livros, rádio, televisão, cinema e Internet, os quais formam um sistema denominado mídia. A comunicação de massa tem a característica de chegar a uma grande quantidade de receptores ao mesmo tempo, partindo de um único emissor. As sociedades receptoras geralmente são urbanas e complexas e passam por processos múltiplos e dinâmicos em que há um grande poder da mídia sobre seus habitantes. 
A comunicação humana pode ser classificada de duas formas distintas, sendo desenvolvida em vários campos de naturezas diversas sejam elas: a comunicação em pequena escala e a comunicação de massa. Nos dois casos, o ser humano começou a lidar com ferramentas para auxiliar e tornar potente o processo de produzir, enviar e receber mensagens. Posteriormente, a tecnologia tornou-se aliada de tal comunicação humana, passando a participar da rotina da humanidade ao longo de seu desenvolvimento.
A comunicação de massas forma parte das ciências sociais e parte de um campo vasto de pesquisa a respeito da comunicação humana.

## História
De um lado, há os adeptos da vertente econômica e filosófica da comunicação que afirmam que a comunicação em massa cresce diretamente relacionada ao desenvolvimento tecnológico. Do outro, existem os defensores de uma filosofia da comunicação mais humana. É basicamente na divisão entre essas duas filosofias que se situa o debate sobre a comunicação de massa. 
A comunicação tem ocorrido ao longo de toda a existência humana, começando pelos símbolos, linguagem, escrita, entre outros. Na perspectiva tecnológica, com o aparecimento da imprensa de massa, o ritmo de comunicação tornou-se mais intenso. Posteriormente, o surgimento do telégrafo - embora não fosse propriamente um meio de comunicação de massa - possibilitou uma acumulação tecnológica que levaria aos veículos de massa eletrônicos. Embora os jornais existissem há muitos anos, foi a introdução do cinema e da rádio que introduziu o estudo académico da mídia como uma forma de comunicação.
Durante a primeira metade do século XX, o cinema se tornou uma forma de entretenimento familiar. Os primeiros filmes foram feitos no final dos anos 1800 e no início dos anos 1900. Seguidamente, em 1920, o rádio doméstico e, 20 anos depois, a televisão doméstica. A primeira estação de rádio oficial começou as operações em 2 de novembro de 1920, no topo do departamento da loja Honres, em Pittsburgh, Pensilvânia, Estados Unidos. Em meados do século, o rádio começou a se expandir nos Estados Unidos como um aparelho especificamente projetado para automóveis (som automotivo). Houve uma penetração múltipla em diferentes formas de rádios (ver: Era do Rádio). No início dos anos 1960, a televisão também começou a se expandir. Nos anos 1970, a televisão estava praticamente em todos os Estados Unidos; e começa a aparecer em outras partes do mundo. Depois, foram adicionados novos veículos, como TV a cabo, gravadores, videocassetes.
Enquanto que Wilson Dizard argumenta que: 
«As atuais mudanças são a terceira grande transformação nas tecnologias da mídia de massa nos tempos modernos. A primeira aconteceu no século XIX, com a introdução das impressoras a vapor e do papel de jornal barato. O resultado foi a primeira mídia de massa verdadeira - os jornais 'baratos' e as editoras de livros e revistas em grandes escalas. A segunda transformação ocorreu com a introdução da transmissão por ondas eletromagnéticas - o rádio e a televisão. A terceira transformação na mídia de massa - que estamos presenciando agora - envolve uma transição para a produção, armazenagem e distribuição da informação e entretenimento estruturadas em computadores. Ela nos leva para o mundo dos computadores multimídia, compact discs, banco de dados portáteis, redes nacionais de fibras óticas, mensagens enviadas por fax de última geração, páginas de Web e outros serviços que não existiam há 20 anos.» 
Alguns autores pensam que não foi com a introdução dos jornais que os estudos da comunicação de massa começaram, mas com o advento do rádio e cinema.  
Certamente, a evolução de recursos na história recente significou um acréscimo do ritmo do comportamento comunicativo da maioria das pessoas da sociedade. 
O termo comunicação em massa começou a ser usado na década de 1930; suas características já eram bem conhecidas na época e mudaram pouco desde então, inclusive considerando a evolução dos outros meios de comunicação o mesmo se tornou menos massivo.
A comunicação em massa foi analisada em  paradigmas , segundo o teórico Kevin J. Pearce. O primeiro paradigma está relacionado com o paradigma do efeito do poder da mídia, vista assim entre décadas de 1920 a 1940. Nessa teoria, os investigadores consideravam que as audiências eram passivas e não críticas e a que mídia tinha (principalmente o rádio e a televisão) um impacto direto e imediato nas audiências. Um estúdio de larga escala foi desenvolvido nessa época conhecido como The Payne Fund Studies, que incluía uma série de 13 estúdios focados nos efeitos de filmes em pessoas novas. Os resultados indicavam que os filmes produziam um forte impacto nessa geração, mas algumas pesquisas posteriores demonstraram que houve erros metodológicos de forma que descartavam esses resultados.  
O segundo paradigma, usualmente chamado de efeito minimalista ou paradigma de efeitos limitados, começou nos anos 1940 e terminou na década de 1970. Paul Lazarsfeld e colegas deles realizam estúdios para medir o impacto das eleições presidenciais; porém o resultado mostrava que as mídias de massas tiveram pouco impacto direto no comportamento de votação. Outra pesquisa de vários anos sobre os efeitos da televisão sobre as crianças mostrou que era complexo prever efeitos diretos nesse grupo, pois existem muitas outras variáveis que poderiam influenciar essa relação. 
As mudanças na sociedade, especialmente o surgimento de tecnologias da comunicação na década de 1960, permitiu o advento do terceiro paradigma conhecido como paradigma de efeitos cumulativos. Os pesquisadores perceberam que os efeitos da mídia eram cumulativos e poderosos e já no eram visto como limitados ou diretos. 

## Comunicação e mídia de massa
A comunicação de massa e mídia de massa não são sinônimos. As mídias de massa são as tecnologias organizadas que tornam possível a comunicação de massa. Os mesmos mídias que transportam mensagens públicas para grandes públicos, para fins públicos, podem também transportar notícias pessoais, mensagens advogando causas, apelos de caridade, anúncios de emprego ou de casas vagas e muitos outros tipos de informação e de cultura. Nessa convergência entre tecnologia e comunicação de massa torna-se um ponto relevante, porquanto as fronteiras entre público e privado e as redes de grande escala e individuais estão cada vez mais indefinidas.
A mídia de massa era composta de oito indústrias tradicionais: livros, jornais, revistas (mídia impressa), gravações (indústria fonográfica), radiodifusão, filmes, televisão e internet (mídia eletrônica). Recentes avanços tecnológicos e mudanças sociais, no entanto, desafiam as definições tradicionais de comunicação de massa.
Embora a definição de comunicação de massa possa variar de fonte para fonte, a maioria das definições tem elementos semelhantes. Nesse sentido, pode definir-se como o processo pelo qual uma pessoa, um grupo de pessoas ou uma grande organização cria uma mensagem e a transmite através de algum tipo de meio para um grande público anônimo e heterogêneo. Na comunicação de massa, a fonte é tipicamente um comunicador profissional ou uma organização. A mensagem é tipicamente rápida e pública. A experiência de todos os dias com a comunicação de massas é variada, voluntária e marcada pela cultura e pelos requisitos da maneira de viver de cada um, assim como do ambiente social.
Por outro lado, autores como John B. Thomson, descreve como comunicação de massa a um conjunto interligado de fenômenos que emergiram historicamente por meio do desenvolvimento de instituições que procuravam explorar novas oportunidades para registrar, produzir, reproduzir e transmitir informação de conteúdo simbólico para uma pluralidade de destinatários. Nesta definição se podem destacar cinco características: os meios técnicos e institucionais de produção e difusão; a mercantilização de formas simbólicas; a dissociação estruturada entre a produção e recepção; o prolongamento da disponibilidade de produtos da mídia no tempo e no espaço; e a circulação pública das formas simbólicas mediadas.
O autor agrega que o termo "massa" não deve ser reduzido a uma questão de quantidade na audiência, mas no fato de que os produtos estão disponíveis para uma grande pluralidade de destinatários. O termo comunicação também pode resultar enganador, pois os implicados em uma comunicação de massa são diferentes dos que ocorrem em uma conversação ordinária. Na comunicação face a face existe uma interação entre os interlocutores. Na comunicação em massa o sentido é basicamente unilateral.
«As mensagens são produzidas por um grupo de indivíduos e transmitidas a outros em circunstâncias espaciais e temporais diferentes do contexto original.» - (John B. Thomson)
Algumas das características tradicionais da mídia são:
- sua capacidade para atingir a uma população inteira de forma rápida e com a mesma informação, opiniões e entretenimento;
- o fascínio universal que elas possuem;
- a estimulação de medos e esperança em igual medida;
- a presumida relação com fontes de poder na sociedade;
- a suposição de grande impacto e influência.

Apesar de a comunicação autêntica ser a que se assenta sobre um esquema de relações simétricas — em uma paridade de condições entre emissor e receptor, na possibilidade de ouvir o outro e ser ouvido, como possibilidade mútua de entender-se —, os meios de comunicação de massa são veículos, sistemas de comunicação que vão em um único sentido (mesmo que disponham de vários feedbacks como índices de consumo ou de audiência e cartas dos leitores). Esta característica distingue-os da comunicação pessoal, na qual o comunicador conta com imediato e contínuo feedback da audiência, intencional ou não, e leva alguns teóricos da mídia a afirmar que aquilo que obtemos mediante os meios de comunicação de massa não é comunicação, pois esta é uma via de dois sentidos. Alguns autores denominam a mídia como veículos de massa, veículos de comunicação de massa ou meios técnicos de comunicação (referido aos elementos materiais pelos quais a informação e o conteúdo é transmitido).

## Formação dos veículos de massa
Os sistemas de comunicação novos e antigos atuam paralelamente; um não se distingue do outro. Por exemplo, da mesma forma que existem sistemas socioeconômicos (como a agricultura e a indústria), há também os sistemas de comunicação. Em alguns povoados, por exemplo, a comunicação é primordialmente oral e pessoal, como tem sido durante muitos anos. Paulatinamente, a nova alternativa começa a atingir os povoados, livre de pressa. Existe certo tipo de carência de pessoas especializadas; de papel de imprensa com o qual se possa aumentar a cobertura jornalística e também de papel utilizado na edição de livros e revistas mais acessíveis aos recém alfabetizados. Há também ausência de receptores radiofônicos e transmissões radiofônicas, produção cinematográfica, por meio dos quais a informação possa vencer a barreira do analfabetismo e propiciar a vida moderna aos povoados.
Na realidade, os problemas financeiros dificultaram a extensão da comunicação moderna para além das cidades. Os pequenos jornais vivenciam esse obstáculo sofrendo grandes dificuldades financeiras. Os recursos para a disposição da comunicação moderna (telecomunicações, eletrificação, transporte, serviços postais etc.) são insuficientes. Inclusive, não há nenhum plano nem mecanismo para a integração e o balanço do seu desenvolvimento em comunicação: balanço do crescimento de determinado veículo em comparação com outros; integração com os canais dos veículos de massa com os canais interpessoais de tomada de decisões, ensino e governo local; incorporação dos “novos meios educacionais” na educação, etc.. 
Normalmente, a partir de uma coleção de problemas como esses e de uma decisão estabelecida para solucioná-los é que se inicia o desenvolvimento da comunicação de massa. 

## Meios de comunicação de massa
Os meios de comunicação de massa mais comuns são: a televisão, o rádio, as revista, a Internet,  os livros e cinema. Todos eles têm como principais funções informar, educar e entreter de diferentes formas, com conteúdos selecionados e desenvolvidos para seus determinados públicos. No entanto, percebe-se que as pessoas passam a maior parte do tempo ocupando-se com esses meios de comunicação, pois estes, de certa forma, proporcionam o prazer humano referente a seu lazer, entretenimento, aprendizado, ensino, entre outros, e, a partir desses, disseminam as informações que consideram relevantes e que despertam interesses no público (ouvinte, leitor, telespectador ou internauta).
Os meios de comunicação de massa podem ser usados tanto para fornecer informações úteis e importantes para a população (como defende Dominique Wolton), como para aliená-la, determinar um modo de pensar, induzir certos comportamentos e aquisição de certos produtos, por exemplo (ver: Manipulação da mídia). Cabe aos órgãos responsáveis fiscalizar que tipo de informação está sendo veiculada por esses meios, como ao receptor das informações ser crítico para selecionar e internalizar as informações que considerar úteis para si, denunciando os abusos aos órgãos competentes (ver: Alfabetização midiática).
Os meios de comunicação em massa são a principal ferramenta para a indústria do marketing. São neles que as propagandas e as campanhas publicitárias chegam ao público. Dessa forma, deve-se atentamente fazer uma pesquisa para que se possa saber em qual tipo de meio de comunicação deve ser vinculada cada campanha, para que não ocorra o erro de se vincular uma campanha que não atenda às perspectivas daquelas pessoas que têm acesso aquele dado meio de informação.

## Comunicação tradicional e novas mídias
É necessário reconhecer que a comunicação de massa, como descrita, não é o único meio de comunicação em toda a sociedade, porque as novas tecnologias também constituem uma rede alternativa potencial de comunicação. A comunicação de massa, entendida de forma tradicional, ainda continua inabalável, mas está sendo complementada pelas novas mídias (especialmente a internet e a tecnologia móvel) e novos tipos de conteúdos e fluxos realizados ao mesmo tempo. Elas diferem principalmente por serem mais extensivas, menos estruturadas e frequentemente interativas assim como privadas e individualizadas.
Todavia, a nova tecnologia tende a confundir as linhas entre a comunicação interpessoal tradicional e a comunicação de massa. Indivíduos com habilidades básica de informática podem publicar sua própria revista. Nesse sentido, a audiência está sendo menos heterogênea e menos anônima. Além disso, com os canais da Internet projetados para exibir conteúdo exclusivo, o público pode ser relativamente pequeno. No entanto, surgem algumas questões respeito do conceito tradicional de comunicação de massa. Por exemplo, a questão de se o telefone celular deve ser incluído na definição de comunicação de massa, pois usualmente é usado para comunicação pessoal. Porém, os dispositivos móveis atuais possuem acesso a internet e conexões a sítios web, que são usualmente incluídos na definição de comunicação de massa.
Apesar das mudanças sociais, não há dúvida respeito da importância dos meios de comunicação de massa na sociedade contemporânea, na esfera política, cultural, na vida social cotidiana e na economia.

## Questões
Existem alguns temas que são recorrentes nas discussões da origem social, significado e efeito da comunicação, seja no nível pessoal ou social. Esses são alguns temas principais elencados pelo teórico da comunicação, Denis McQuail:
- Tempo: a comunicação toma um lugar e um tempo; considera quando ocorre e quanto tempo leva. A tecnologia da comunicação está crescendo constantemente a velocidade na qual um dado volume de informação pode ser transmitido de ponto a ponto. O conteúdo das mídias de massas serve como armazenamento de memória para uma sociedade ou para um grupo dentro dela;
- Lugar: a comunicação é produzida em um lugar dado e reflete características desse contexto. Ao mesmo tempo permite estabelecer uma identidade de uma população; conecta lugares, reduzindo a distância que separa indivíduos, países e culturas;
- Poder: a comunicação, como tal, não possui poder de compulsão, mas é um componente e um meio frequente de exercício do poder, seja efetivo ou não. O poder deve ser entendido como a vontade de um, imposta sobre o outro;
- Realidade social: a mídia fornece relatórios ou reflexões da realidade (o mundo real de circunstâncias materiais e eventos que devem ser conhecidos), com vários graus de exatidão, integridade ou confiabilidade. A noção de verdade é aplicada como um padrão do conteúdo das notícias ou ficções, mas é difícil de definir e avaliar;
- Significado: diz respeito à interpretação da "mensagem", ou conteúdo, da mídia de massa. Não existe uma fonte única de significado e nenhuma maneira de dizer com certeza o que se quer dizer, proporcionando um potencial infinito de disputa e incerteza;
- Causalidade e determinismo: como é natural em toda teoria, a comunicação tenta resolver perguntas de causa e efeito. Por exemplo, emergem alguns questionamentos em relação às consequências das mensagens da mídia em indivíduos, mas também em relação a perguntas históricas sobre o surgimento de instituições de mídia e as razões do porquê tem características típicas de conteúdo.
- Mediação: pode considerar-se a mídia como aquela fornece ocasiões, enlaces, canais e plataformas para plataformas de informação e ideias para circular. Por meio da mídia as mensagens são formadas. O processo de mediação inevitavelmente influencia o muda a mensagem recebida;
- Identidade: A comunicação de massa está associada a muitos diferentes aspetos da formação, manutenção e dissolução de identidade. Podem conduzir como refletir mudanças sociais e levar a uma integração maior ou menor;
- Diferencia cultural: os estudos relacionados com a mídia são afetados pelas diferenças culturais em nível individual, grupal, nacional, etc. A produção e uso da comunicação de massa são práticas culturais que resistem às tendências universalizantes da tecnologia e do conteúdo produzido em massa;
- Governança: refere-se a todos os meios pelos quais a mídia é regularizada e controlada por leis, regras, costumes e códigos, bem como pela gestão do mercado.

## Indústria cultural
A cultura pode ser vista mais amplamente, não apenas associado com arte, mas como as formas pelas quais as pessoas vivem e se representam em tempos históricos específicos. Essa ideia de cultura engloba moda, esportes, arquitetura, educação, religião e ciência, bem como meios de comunicação de massa. Nos modos de comunicação de uma sociedade, a cultura poder ser percebida como: a criação e uso de sistemas de símbolos que transmitem informações e significados.
«A cultura assenta em processos comunicacionais, de transmissão de informações (dados, ideias, valores...) ao longo do tempo e do espaço. Daí que as questões da identidade cultural estejam entre aquelas que mais são estudadas pelos comunicólogos. [...] Por exemplo, quando se estuda a comunicação num grupo ou numa organização, é preciso atender à cultura específica desse grupo ou organização, expressa nas linguagens, nas formas de fazer as coisas, nas interpretações e nos pontos de vista compartilhados, etc..»
Os meios de comunicação de massa ajudam a disseminar os valores compartilhados de uma sociedade, de forma que existe uma ligação entre indivíduos e cultura. Os meios de comunicação de massa são as indústrias culturais - os canais de comunicação - que produzem e distribuem músicas, romances, programas de TV, jornais, filmes, videogames, serviços de Internet e outros produtos culturais para um grande número de pessoas.
Portanto, não se pode separar a comunicação de massa da chamada indústria cultural, pois ambas são dependentes uma da outra justamente pelo fato de existirem diversos meios de comunicação capazes de atingir um grande número de indivíduos por meio de uma mensagem. Essa indústria é consequência de uma sociedade industrializada, muitas vezes alienada, que aceita ideias sem um julgamento, entrando diretamente na “veia” dos indivíduos, sem nenhuma barreira, tornando, assim, uma sociedade de consumo global e sem restrições.
Horkheimer, Adorno, Marcuse e outros pesquisadores da chamada Escola de Frankfurt criaram o conceito de "Indústria Cultural" para definir a conversão da cultura em mercadoria. Para esse autores, esse conceito não se refere aos veículos (como televisão, jornais e rádio), mas ao uso dessas tecnologias por parte da classe dominante. A produção cultural e intelectual passa a ser guiada pela possibilidade de consumo mercadológico.
A divulgação em grande escala de mensagens, rapidez com que elas são absorvidas e amplitude com que atinge todo tipo de público (cuja própria sociedade cria e se alimenta da chamada indústria cultural) geram um enorme interesse e abrem espaço para o estudo de nosso comportamento individual e coletivo.